# Jan Commelijn
Jan Commelijn  ou Commelin ou Johannes Commelinus (Amsterdam, 23 de abril de 1629 - Amsterdam, 19 de janeiro de 1692 ) foi um botânico neerlandes.
Foi professor de botânica em Amsterdam. Como vereador da cidade  tomou a decisão de criar um jardim botânico para a cidade. Neste jardim várias plantas exóticas foram cultivadas.
Jan Commelin   publicou o trabalho  Hortus malabaricus  de  Rheede, enriquecendo com seus comentarios no segundo e terceiro volume.
Seu sobrinho Caspar Commelin (1667-1734) era botânico e foi diretor do Hortus Botanicus Amsterdam.